# Форман, Милош
Ми́лош Фо́рман (чеш. Miloš Forman; настоящее имя: Ян Томаш Форман, чеш. Jan Tomáš Forman; 18 февраля 1932[…], Часлав, Кутна-Гора[…] — 13 апреля 2018[…], Данбери) — чехословацкий и американский кинорежиссёр и сценарист.
Дважды лауреат премии «Оскар» за лучшую режиссёрскую работу. Постановщик таких картин, как «Пролетая над гнездом кукушки», «Амадей», «Вальмон» и других.

## Биография
Родился в городе Часлав в Чехословакии. Во время Второй мировой войны отец Формана был арестован нацистами за распространение запрещённой литературы и убит в концентрационном лагере Бухенвальд. Мать погибла в Освенциме. В своей автобиографической книге «Разворот» (англ. Turnaround) Форман пишет, что после войны он обнаружил, что его биологическим отцом был архитектор еврейского происхождения Отто Кон, в 1940-х годах осевший в США.
Форман учился в Подебрадах в школе-интернате короля Йиржи в Подебрадском замке вместе с будущим первым президентом Чехии Вацлавом Гавелом и братьями Машин. Приобрёл мировую известность после фильма «Чёрный Пётр» (1963), получившего главный приз кинофестиваля в Локарно. Едкий сатирический фильм «Бал пожарных» («Гори, моя барышня», 1967) во многом предвосхитил умонастроения Пражской весны. В 1968 году, после ввода советских войск в Чехословакию, эмигрировал в США.

## Семья
Был женат на чешской актрисе Яне Брейховой.
Дядя Милоша Формана (родной брат его биологического отца) — архитектор Карл Кон (1894—1979). Единокровный брат — американский математик Джозеф Кон (1932—2023).

### Эмиграция
Первые фильмы американского периода — «Отрыв» (1971, Гран-при Каннского кинофестиваля) и «Волосы» (1979).

#### «Пролетая над гнездом кукушки»
Фильм «Пролетая над гнездом кукушки» (1975), притча о конфликте личности и репрессивного общества, собрал все 5 главных премий Американской академии киноискусства «Оскар»: за лучшую картину, режиссуру, лучший сценарий и игру двух актёров. Фильм, который многие критики считают шедевром американского кино, снят по одноимённой книге Кена Кизи (англ. One Flew Over the Cuckoo’s Nest; варианты русского названия: «Пролетая над гнездом кукушки», «Полёт над гнездом кукушки», «Над кукушкиным гнездом»); сам писатель остался недоволен экранизацией. С успехом фильма утвердилась карьера Милоша Формана как американского кинорежиссёра и пришла его мировая слава.
Милош Форман поставил также: «Амадей» (1984), получивший 8 «Оскаров» (костюмный фильм о жизни Моцарта, снят в основном в Чехословакии); «Вальмон» (экранизация «Опасных связей» Шодерло де Лакло, 1989). В 1996 году осуществил постановку политического фильма «Народ против Ларри Флинта» («Золотой медведь» Берлинского кинофестиваля в 1997 году). В 2000 году попробовал себя в качестве актёра («Сохраняя веру»).
Скончался 13 апреля 2018 года в возрасте 86 лет.

## Фильмография
- «Бешеный бык»

| Год  |     | Русское название                                 | Оригинальное название                  | Роль                 |
| ---- | --- | ------------------------------------------------ | -------------------------------------- | -------------------- |
| 1960 | ф   | Латерна Магика II                                | Laterna magika II                      | режиссёр, сценарист? |
| 1963 | ф   | Конкурс                                          | Konkurs                                | режиссёр, сценарист? |
| 1963 | ф   | Если бы здесь не играла музыка                   | Kdyby ty muziky nebyly                 | режиссёр, сценарист? |
| 1964 | ф   | Чёрный Пётр                                      | Černý Petr                             | режиссёр, сценарист  |
| 1965 | ф   | Любовные похождения блондинки (Любовь блондинки) | Lásky jedné plavovlásky                | режиссёр, сценарист  |
| 1966 | тф  |                                                  | Dobře placená procházka                | режиссёр, сценарист? |
| 1967 | ф   | Бал пожарных (Гори, моя барышня…)                | Hoří, má panenko                       | режиссёр, сценарист  |
| 1971 | ф   | Отрыв                                            | Taking off                             | режиссёр, сценарист  |
| 1971 | ф   | Я скучаю по Соне Хени                            | Nedostaje mi Sonja Heni                | режиссёр, сценарист? |
| 1973 | док |                                                  | Visions of Eight                       | режиссёр             |
| 1975 | ф   | Пролетая над гнездом кукушки                     | One Flew Over the Cuckoo's Nest (film) | режиссёр             |
| 1979 | ф   | Волосы                                           | Hair                                   | режиссёр             |
| 1981 | ф   | Рэгтайм                                          | Ragtime                                | режиссёр             |
| 1984 | ф   | Амадей                                           | Amadeus                                | режиссёр             |
| 1986 | ф   | Ревность                                         | Heartburn                              | актер                |
| 1989 | ф   | Вальмон                                          | Valmont                                | режиссёр, сценарист  |
| 1996 | ф   | Народ против Ларри Флинта                        | The People vs. Larry Flynt             | режиссёр             |
| 1999 | ф   | Человек на Луне                                  | Man on the Moon                        | режиссёр             |
| 2006 | ф   | Призраки Гойи                                    | Goya's Ghosts                          | режиссёр, сценарист  |

## Признание и награды
- Гран-при Каннского кинофестиваля за фильм «Отрыв», 1971 год.
- Обладатель «Золотого глобуса» в номинации «Лучший режиссёр» за фильм «Пролетая над гнездом кукушки», 1976 год.
- Лауреат кинопремии «Оскар» в номинации «Лучший режиссёр» за фильм «Пролетая над гнездом кукушки», 1976 год.
- Лауреат премии Британской академии кино и телевизионных искусств (BAFTA) в номинации «Лучший режиссёр» за фильм «Пролетая над гнездом кукушки», 1976 год.
- Обладатель премии «Сезар» в номинации «Лучший иностранный фильм» за фильм «Амадей», 1985 год.
- Обладатель «Золотого глобуса» в номинации «Лучший режиссёр» за фильм «Амадей», 1985 год.
- Лауреат кинопремии «Оскар» в номинации «Лучший режиссёр» за фильм «Амадей», 1985 год.
- Лауреат Приза Европейской киноакадемии (экс-«Феликс») в номинации «Выдающийся европейский вклад в мировой кинематограф» за фильм «Народ против Ларри Флинта», 1997 год.
- Обладатель «Золотого медведя» за фильм «Народ против Ларри Флинта», 1997 год.
- Обладатель «Золотого глобуса» в номинации «Лучший режиссёр» за фильм «Народ против Ларри Флинта»
- Обладатель «Серебряного медведя» за фильм «Человек на Луне», 2000 год.
- Лауреат кинопремии «Люмьер» «за заметный вклад в развитие мирового кино», 2010 год[12].